# ایستگاه اوساکی
ایستگاه اوساکی (به ژاپنی: 大崎駅 Ōsaki-eki) یک ایستگاه راه‌آهن است که در شیناگاوا-کو، توکیو واقع شده و توسط شرکت راه‌آهن شرق ژاپن و خط رینکای اداره می‌شود.